# اتا برساووش
اتا برساووش یک ستاره است که در صورت فلکی برساوش قرار دارد.